# 宰孔
宰 孔（さい こう）は、周公旦の末裔。周公孔・宰周公とも。宰姓の始祖。周の襄王時期に太宰に任じられ、襄王の理政を輔佐した。
襄王元年（紀元前651年）に斉の桓公が中原で覇を唱え、魯・衛・宋・許・鄭・曹の各国の諸侯を葵丘（現在の河南省商丘市民権県）で会盟を行った。宰孔は襄王の代理で出席し、周王室の祖先（文王・武王）の祭祀に用いた文武の胙と赤色の矢を下賜した。春秋の覇主と認めた。